# Vile (album)
A Vile az amerikai Cannibal Corpse ötödik nagylemeze, egyben az első George "Corpsegrinder" Fisher énekessel. A lemez népszerűségét bizonyítja, hogy még a Billboard listára is felkerült. Videó a Devoured by Vermin című dalra készült. Zeneileg az egyik legbrutálisabb lemezük, de az Owen/Barrett/Webster trió is minden korábbinál technikásabb dolgokat játszott.
Az album borítóját Vincent Locke készítette el.
Az album 2007-ben újra ki lett adva, melyhez egy bónusz DVD is tartozik a Vile turnén rögzített 18 dallal.

## Számlista
1. Devoured by Vermin – 3:13
2. Mummified in Barbed Wire – 3:09
3. Perverse Suffering – 4:14
4. Disfigured – 3:48
5. Bloodlands – 4:20
6. Puncture Wound Massacre – 1:41
7. Relentless Beating – 2:14
8. Absolute Hatred – 3:05
9. Eaten from Inside – 3:43
10. Orgasm Through Torture – 3:41
11. Monolith – 4:24

## Zenészek
- Rob Barrett – gitár
- George Fisher – ének
- Paul Mazurkiewicz – dob
- Jack Owen – gitár
- Alex Webster – basszusgitár

## Fordítás
- Ez a szócikk részben vagy egészben  a   Vile (album) című angol Wikipédia-szócikk fordításán alapul.  Az eredeti cikk szerkesztőit annak laptörténete sorolja fel. Ez a jelzés csupán a megfogalmazás eredetét és a szerzői jogokat jelzi, nem szolgál a cikkben szereplő információk forrásmegjelöléseként.

## Külső hivatkozások
- Cannibal Corpse hivatalos honlapja